# Nicola Tuthill
Nicola Tuthill (Kilbrittain, 22 dicembre 2003) è una martellista irlandese.

## Record nazionali
Promese (under 23)
- Lancio del martello: 71,71 m ( Lahti, 11 giugno 2025)

Allievi (under 18)
- Lancio del martello (3 kg): 66,13 m ( Dublino, 8 agosto 2020)

## Progressione

### Lancio del martello
| Stagione | Misura  | Luogo           | Data      | Rank. Mond. |
| -------- | ------- | --------------- | --------- | ----------- |
| 2025     | 71,71 m | Lahti           | 11-6-2025 |             |
| 2024     | 70,73 m | Banská Bystrica | 24-5-2024 |             |
| 2023     | 67,85 m | Chorzów         | 20-6-2023 |             |
| 2022     | 61,87 m | Cali            | 3-8-2022  |             |
| 2021     | 61,55 m | Dublino         | 25-6-2021 |             |
| 2020     | 60,04 m | Dublino         | 22-8-2020 |             |

## Palmarès
| Anno | Manifestazione               | Sede      | Evento              | Risultato | Prestazione | Note        |
| ---- | ---------------------------- | --------- | ------------------- | --------- | ----------- | ----------- |
| 2021 | Europei U20                  | Tallinn   | Lancio del martello | Qualif.   | 54,78 m     |             |
| 2022 | Mondiali U20                 | Cali      | Lancio del martello | 8ª        | 60,47 m     | [ 1 ]       |
| 2023 | Europei U23                  | Espoo     | Lancio del martello | 4ª        | 66,43 m     |             |
| 2024 | Europei                      | Roma      | Lancio del martello | 9ª        | 69,05 m     | [ 2 ] [ 3 ] |
| 2024 | Olimpiade                    | Parigi    | Lancio del martello | Qualif.   | 69,90 m     | [ 4 ]       |
| 2025 | Europei U23                  | Bergen    | Lancio del martello | Argento   | 70,90 m     | [ 5 ]       |
| 2025 | Giochi mondiali universitari | Reno-Ruhr | Lancio del martello | Argento   | 69,98 m     |             |

## Campionati nazionali
- 3 volte campionessa irlandese del lancio del martello (2020, 2023, 2024)
- 1 volta campionessa irlandese invernale del lancio del martello (2024)

2020
- Oro ai campionati irlandesi (Dublino), lancio del martello - 60,04 m

2021
- Argento ai campionati irlandesi (Dublino), lancio del martello - 61,55 m

2023
- Oro ai campionati irlandesi (Dublino), lancio del martello - 67,67 m

2024
- Oro ai campionati invernali irlandesi di lanci (Tullamore), lancio del martello - 66,25 m
- Oro ai campionati irlandesi (Dublino), lancio del martello - 68,54 m

## Altre competizioni internazionali
2021
- 11ª alla Coppa Europa di lanci U23, ( Spalato), Lancio del martello - 60,67 m

2022
- 10ª alla Coppa Europa di lanci U23, ( Leiria), Lancio del martello - 59,57 m

2023
- Argento alla Coppa Europa di lanci U23, ( Leiria), Lancio del martello - 64,44 m
- Argento ai Campionati europei a squadre, ( Chorzów), Lancio del martello - 67,85 m

2024
- Argento alla Coppa Europa di lanci U23, ( Leiria), Lancio del martello - 67,39 m

2025
- Oro alla Coppa Europa di lanci U23, ( Nicosia), Lancio del martello - 69,74 m
- Bronzo ai Campionati europei a squadre ( Maribor), Lancio del martello - 70,50 m